# Kregor Zirk
Kregor Zirk (ur. 3 lipca 1999) – estoński pływak, olimpijczyk z Tokio 2020. Specjalizuje się w stylach dowolnym i motylkowym.

## Udział w zawodach międzynarodowych
| Impreza                       | Rok  | Miejsce   | Konkurencja          | Wynik   | Wynik   |
| Impreza                       | Rok  | Miejsce   | Konkurencja          | Czas    | Miejsce |
| ----------------------------- | ---- | --------- | -------------------- | ------- | ------- |
| Igrzyska olimpijskie          | 2020 | Tokio     | 200 m st. dowolnym   | 1:46.67 | 13.     |
| Igrzyska olimpijskie          | 2020 | Tokio     | 400 m st. dowolnym   | 3:47.05 | 15.     |
| Igrzyska olimpijskie          | 2020 | Tokio     | 100 m st. motylkowym | 52.82   | 41.     |
| Igrzyska olimpijskie          | 2020 | Tokio     | 200 m st. motylkowym | 1:57.26 | 25.     |
| Mistrzostwa świata w pływaniu | 2017 | Budapeszt | 100 m st. dowolnym   | 51.00   | 56.     |
| Mistrzostwa świata w pływaniu | 2017 | Budapeszt | 200 m st. dowolnym   | 1:51.08 | 49.     |
| Mistrzostwa świata w pływaniu | 2017 | Budapeszt | 100 m st. motylkowym | 53.70   | 43.     |
| Mistrzostwa świata w pływaniu | 2019 | Gwangju   | 200 m st. dowolnym   | 1:48.51 | 26.     |
| Mistrzostwa świata w pływaniu | 2019 | Gwangju   | 400 m st. dowolnym   | 3:51.30 | 19.     |
| Mistrzostwa świata w pływaniu | 2019 | Gwangju   | 100 m st. motylkowym | 52.92   | 23.     |
| Mistrzostwa świata w pływaniu | 2019 | Gwangju   | 200 m st. motylkowym | 1:58.04 | 22.     |
| Mistrzostwa Europy w pływaniu | 2018 | Glasgow   | 200 m st. dowolnym   | 1:50.21 | 37.     |
| Mistrzostwa Europy w pływaniu | 2018 | Glasgow   | 100 m st. motylkowym | 53.46   | 28.     |
| Mistrzostwa Europy w pływaniu | 2018 | Glasgow   | 200 m st. motylkowym | 2:01.14 | 27.     |
| Mistrzostwa Europy w pływaniu | 2018 | Glasgow   | 4x100 m st. zmiennym | -       | 16.     |
| Mistrzostwa Europy w pływaniu | 2021 | Budapeszt | 200 m st. dowolnym   | 1:47.16 | 10.     |
| Mistrzostwa Europy w pływaniu | 2021 | Budapeszt | 400 m st. dowolnym   | 3:48.35 | 8.      |
| Mistrzostwa Europy w pływaniu | 2021 | Budapeszt | 100 m st. motylkowym | DNS     | DNS     |
| Mistrzostwa Europy w pływaniu | 2021 | Budapeszt | 200 m st. motylkowym | 1:56.63 | 10.     |